# You Gotta Move (brano musicale)
You Gotta Move è un brano tradizionale spiritual. Fin dagli anni quaranta del novecento, la canzone è stata incisa da molti musicisti gospel, abitualmente con i titoli You Got to Move o You've Got to Move. In seguito è stata resa popolare in ambito blues e rock blues dalle reinterpretazioni di Mississippi Fred McDowell e The Rolling Stones.

## Il brano
I Two Gospel Keys, Emma Daniels  (chitarra e voce) e Mother Sally Jones (tamburello e voce), registrarono You've Got to Move, che venne pubblicata su singolo a 78 giri nel 1948. Seguirono versioni simili da parte di Elder Charles D. Beck (1949), Sister Rosetta Tharpe (1950), The Original Five Blind Boys of Alabama (1953), e The Hightower Brothers (1956). Reverendo Gary Davis incise la canzone nel 1962; modificando così il testo:
You may hide, can't be found

Brother when God gets ready, you got to move»

## Versioni successive
Nel 1963 il cantante soul Sam Cooke riadattò il testo in chiave amorosa per il suo album Night Beat. Il 5 luglio 1965 a Berkeley, California, Mississippi Fred McDowell incise una lenta versione del pezzo in stile country blues alla slide guitar. McDowell utilizzò il testo della versione di Davis del 1962, ma aggiunse la spettrale parte di chitarra slide che raddoppia il cantato. Un verso della canzone è inciso sulla sua lapide:
You may be rich child, you may be poor

But when the Lord gets ready, you got to move»

## Versione dei Rolling Stones
La versione di McDowell ispirò successive incisioni del pezzo, inclusa la versione dei Rolling Stones. Gli Stones eseguivano regolarmente in concerto You Gotta Move durante il loro American Tour 1969. Il gruppo incise la propria versione presso i Muscle Shoals Sound Studios in Alabama nel dicembre 1969, con successive sovraincisioni effettuate in Inghilterra nel 1970. L'incisione fu inclusa nel loro album Sticky Fingers del 1971 senza nessun credito compositivo. Le ristampe successive indicarono invece come autori McDowell e Gary Davis.
Mick Jagger canta la canzone con un forte, strascicato accento del sud degli Stati Uniti, accompagnato da Mick Taylor alla chitarra elettrica slide. In un'intervista rilasciata alla rivista Guitar Player, Taylor disse di aver utilizzato nell'incisione una Fender Telecaster e una chitarra a 12 corde.
Due differenti versioni in concerto sono state incluse come bonus track nella ristampa deluxe in occasione del quarantennale della pubblicazione dell'album Get Yer Ya-Ya's Out! (1970) e nell'album dal vivo Love You Live (1977). Quest'ultima vede la presenza di Billy Preston, che sedicenne aveva suonato nella versione di Sam Cooke del 1963.